# Râul Clănița
Râul Clănița sau Râul Clauța este un curs de apă, afluent al râului Teleorman. 